# Torry Gredsted
Torry Gredsted (født Thorvald Gredsted; 24. september 1885 i Odense, død 1. november 1945) var en dansk forfatter. Han fik sit gennembrud i 1918 med børnebogen Paw. En dansk indianerdrengs eventyr, den første i bogserien, der siden er blevet filmatiseret i 1959.
Han var med sine romaner med til at starte bølgen af "drengebøger" fra begyndelsen af 1920'erne.
Gredsted var også forfatter til fire OTA-bøger i den populære serie, der udkom 1924-1942 som reklame for OTA-fabrikkernes morgenmadsprodukter.